# Сичик-горобець рифтовий
Си́чик-горобе́ць рифтовий (Glaucidium albertinum) — вид совоподібних птахів родини совових (Strigidae). Мешкає в Демократичній Республіці Конго і Руанді. Раніше вважався підвидом мозамбіцького сичика-горобця.

## Опис
Довжина птаха становить 20 см, вага 73 г. Верхня частина тіла каштанова, голова сильно поцяткована білими плямками, на плечах кремові смужки, смуги на спині відсутні. Нижня частина тіла білувата, поцяткована темними плямами, особливо на боках. Хвіст коричневий, поцяткований великими білими плямами. Очі блідо-жовті.

## Поширення і екологія
Рифтові сичики-горобці живуть у вологих гірських тропічних лісах Альбертінського рифту в Демократичній Республіці Конго (гори Ітомбве, ліси на захід від озера Едуард) і в Руанді (ліс Ньюнгве). Зустрічаються на висоті від 1100 до 2500 м над рівнем моря. Живляться комахами та іншими безхребетними, жабками, дрібними плазунами, ссавцями і птахами.

## Збереження
МСОП класифікує цей вид як вразливий. За оцінками дослідників, популяція рифтових сичиків-горобців становить від 3500 до 15000 птахів. Їм загрожує знищення природного середовища.